# 香港街坊節
香港街坊節是香港每年10月23日舉行的地區節慶活動，由深水埗區街坊會聯合會舉辦，目的為促進市民互相幫助，同時與眾同樂。

## 歷史
1949年，香港首個街坊會——深水埔街坊福利會（現為深水埔街坊福利事務促進會）成立。1954年為慶賀街坊會數目達二十之數而設立街坊節，以深水埗區街坊會成立日期10月23日為節日日期。由於上推到1949年為首屆節日，故在2009年舉辦的街坊節為其鑽禧紀念。
1956年，由於雙十暴動首先在深水埗發生，故該年的街坊節並不成功。

## 活動
- 敬老慈幼會
- 免費看戲（已取消）
- 粵劇欣賞